# Casas de Juan Núñez
Casas de Juan Núñez er en by og kommune i det sydøstlige Spanien i provinsen Albacete. Den har et indbyggertal på 1.361 (2024) indbyggere.